# Klaus Prior

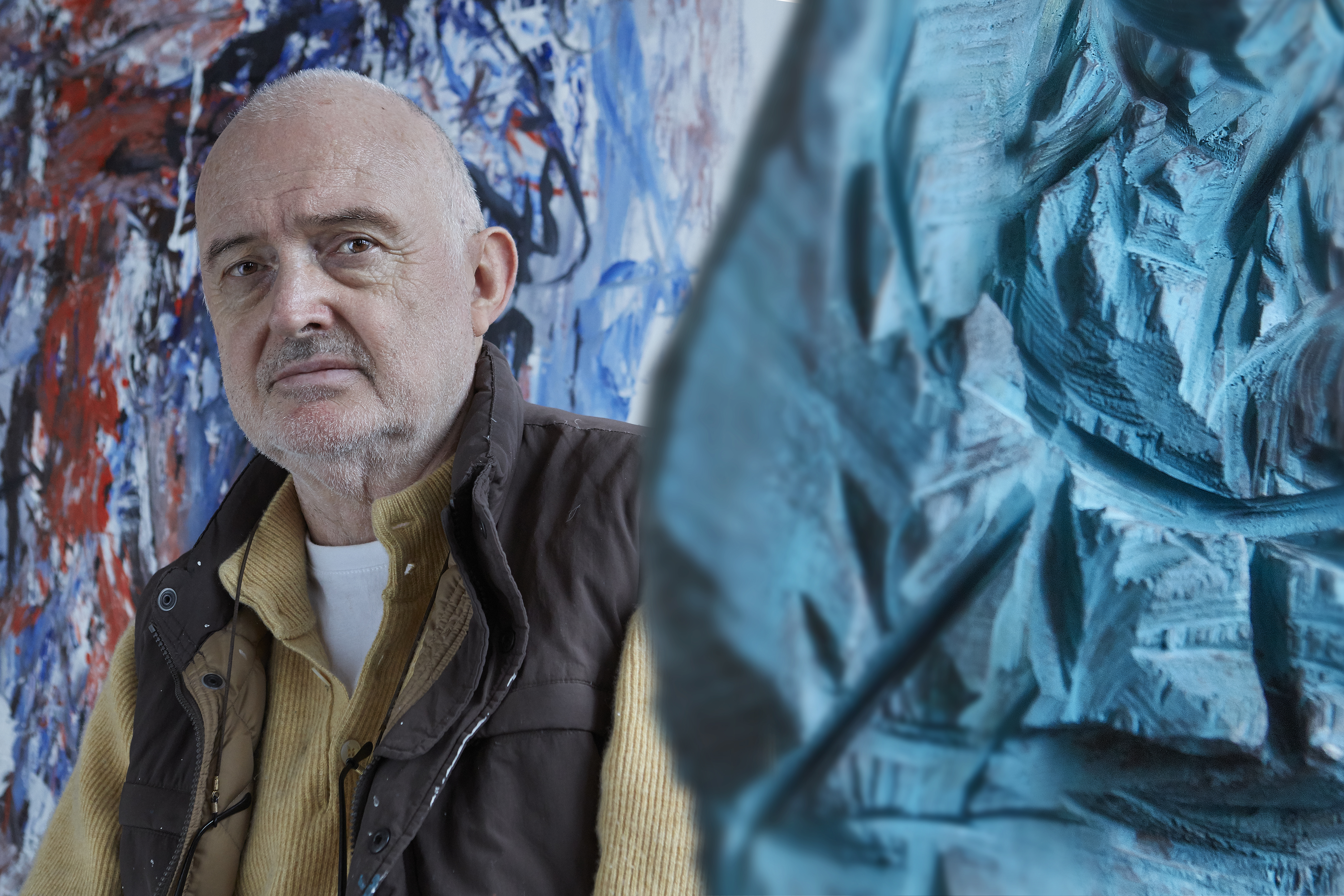
Klaus Prior (2018)

Klaus Prior (* 28. Juli 1945 in Wesel, Deutschland) ist ein Schweizer Bildhauer, Maler und Zeichner.

## Leben
Klaus Prior siedelte 1966 in die Schweiz um, eingebürgert wurde er 1989. Nach einer handwerklichen Ausbildung im Turbinenwerk Siemens-Schuckert studierte Prior an der Kunstgewerbeschule St. Gallen (1967–1970). Seitdem arbeitet er als freischaffender Künstler. Seit 1987 ist durchgehende Ausstellungstätigkeit in Museen, Galerien und im öffentlichen Raum nachzuweisen. Er ist vertreten in einer Vielzahl von öffentlichen Sammlungen, unter anderem in Zürich, Wesel, Biberach a. d. Riß, Lugano, Bern, Singen, Lahr und Ravensburg. In den Jahren 2007–2009 schuf er gemeinsam mit dem Holzbildhauer Armin Göhringer eine Anzahl teilweise großformatiger Holzskulpturen. Von 1990 bis 1994 war er Mitglied der Gesellschaft Schweizerischer Maler, Bildhauer und Architekten in der Kommission für Neuerwerbungen.
Er lebt und arbeitet in Lugano/Tessin.

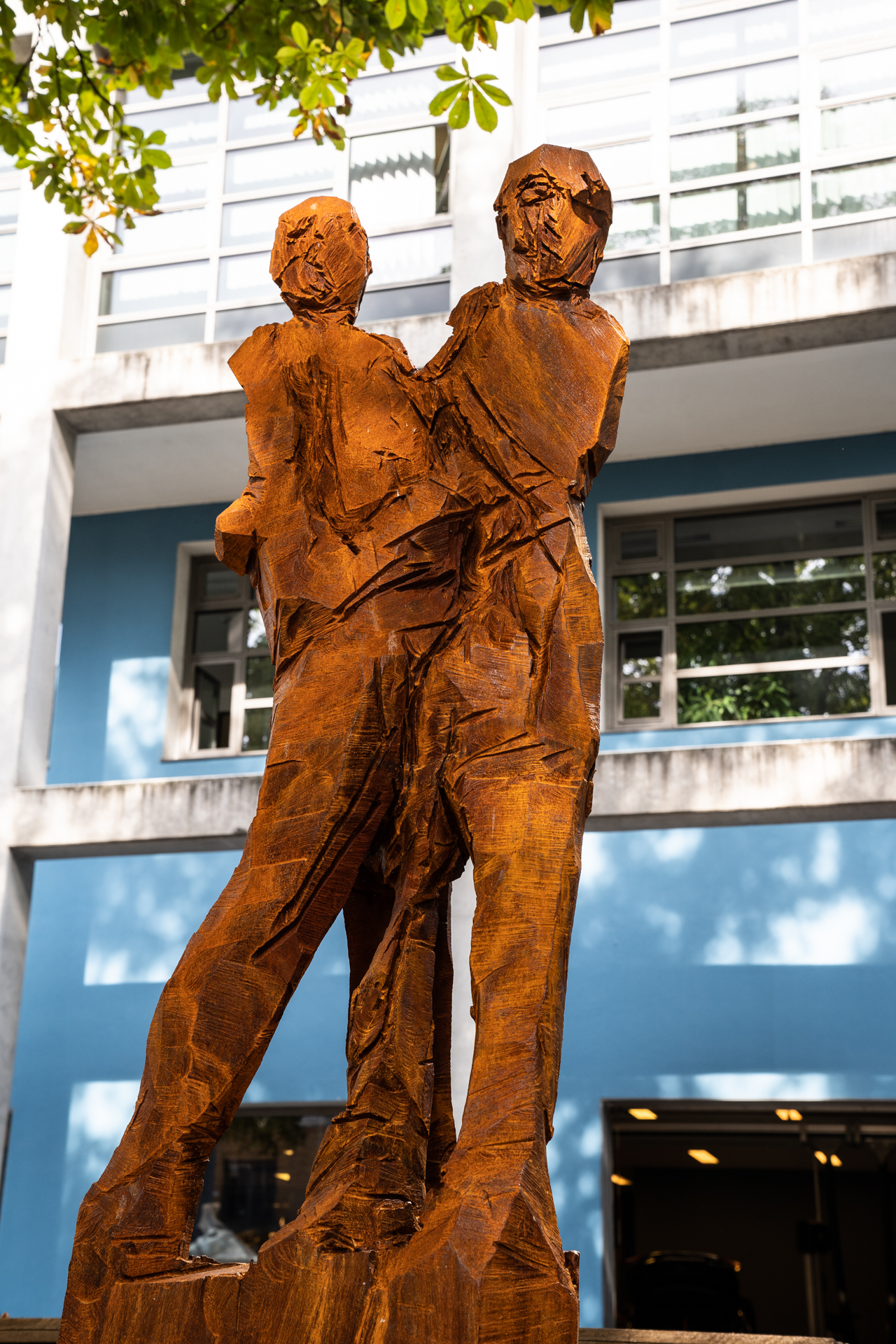
Holzskulptur; Frankfurt a. M. 2021

## Künstlerisches Schaffen
Priors Generalthema ist die menschliche Gestalt. Mitte der 1980er Jahre wandte er sich neben der Malerei verstärkt der Bildhauerei zu. Die aus Holz, hauptsächlich mit Kettensäge gearbeiteten Skulpturen sind im Zusammenhang zu sehen mit den in den 1980er Jahren wieder aufkommenden sinnlich-„expressiven“ Arbeiten eines Georg Baselitz, Karl Manfred Rennertz, Erwin Wortelkamp und A. R. Penck. Seine expressiven Skulpturen der menschlichen Figur und seine Werke auf Leinwand und Papier entstehen ohne vorhergehende Skizze in einem Arbeitsgang. Er verarbeitet unmittelbar rohe und intuitive Empfindungen. Monochromer oder mehrfacher Farbauftrag auf die überdimensionalen Gliedmaßen und Köpfe wird als eigenständiges gestalterisches Mittel eingesetzt. Seine Eisen- und Bronzeplastiken sind modelliert oder Abgüsse der Holzskulpturen.
Priors Bildsprache entwickelte sich aus den nachhaltigen Erinnerungen an seine Kindheit und Jugend im Nachkriegsdeutschland der Wiederaufbauzeit.

## Ausstellungen (Auswahl)

### Einzelausstellungen
- 1987: Brescia, Galleria d’Arte San Michele
- 1988: Mailand, Centro d’Arte San Michele
- 1990: Campione d’Italia, Galleria Tonino
- 1991: Santa Cruz de Tenerife, Círculo de Bellas Artes
- 1993: Chiasso, Galleria Mosaico
- 1993: Uster, Stadthaus
- 1995: Wesel, Städtisches Museum
- 1996: Morcote, Parco Scherrer
- 1999: Ehingen/Donau, Galerie Schloß Mochental
- 2000: Alessandria, Galleria d’Arte Soave
- 2001: Balingen, „Stadt Menschen – Kunst im öffentlichen Raum“ – Stadt Balingen
- 2002: Lugano, Parco di Villa Saroli. „Klaus Prior – Luganoregion“
- 2003: Zürich, Galerie art felchlin
- 2004: Ochsenhausen, Städtische Galerie des Klosters
- 2005: Esslingen, Galerie im Heppächer Synagoge
- 2008: Warthausen – Oberhöfen, Galerie Knoll-art
- 2012: Kunstverein Markdorf e. V. Stadtgalerie (Markdorf)
- 2013: Pergine Valsugana Trento, Castel Pergine
- 2014: Leutkirch im Allgäu, Galerie im Kornhaus
- 2016: Locarno, Pinacoteca Museo Casa Rusca
- 2017: Gnosca, Chiesa S. Giovanni
- 2018: Leibertingen, Galerie Werner Wohlhüter
- 2018: Locarno, Wolf Gallery
- 2019: Kißlegg, Schauraum, Ravensburg, Galerie 21·06
- 2020: Wangen i. Allgäu, Städtische Galerie in der Backstube
- 2021: Zürich, Jedlitschka Gallery
- 2022: Zug, Galerie Urs Reichlin
- 2022: Stuttgart, Kunsthaus Frölich
- 2025: Neues Schloss Kißlegg, Klaus Prior - "una lunga storia"

### Gruppenausstellungen
- 1989: Santa Cruz de Tenerife
- 1997: Hitzkirch/Luzern, Na-Tour 97
- 1998: Bern, Skulpturenweg Grauholz 98[5]
- 1999: Vira Gambarogno G’99 – Gambarognoarte
- 2000: Bad Ragaz, 1. Triennale Bad Ragaz
- 2002: Schloss Achberg, unterHolz - Holz in der Gegenwartskunst
- 2003: Bad Ragaz, 2. Triennale Bad Ragaz
- 2004: Altdorf, Haus für Kunst Museen in der Schweiz
- 2005: Schüpfen, Schweizerische Skulpturenausstellung  N°1 - fondation JETZT KUNST
- 2006: Turin, Castello di Agliè: Scultura Internazionale
- 2007: Campione d’Italia, La Galleria Civica
- 2008: Gernsbach, Kunstweg am Reichenbach
- 2009: Ettlingen, Kunstverein Wilhelmshöhe Ettlingen
- 2011: Zell am Harmersbach, Zeller Kunstwege
- 2011: Bern, N°3 - fondation JETZT KUNST: Skulpturen und Installationen im Freibad Marzili
- 2012: Gutenstein, „Kunst am Fluss: Bildnerische Positionen an der Oberen Donau“
- 2013 Sutz-Lattrigen KUNST AM SEE - Von Rütte-Gut
- 2013: Turin, Biennale Internazione di Scultura
- 2015: Bad Ragaz und Vaduz, 6. Triennale
- 2016: Zug, Galerie Urs Reichlin
- 2018: Zug, Galerie Urs Reichlin
- 2019: Singen, Sammlung 30 Jahre Kunstmuseum Singen, Kunstmuseum Singen
- 2020: Wangen i. A., Städtische Galerie in der Badstube
- 2021: München, Galerie Benjamin Eck

## Werke im öffentlichen Raum und in Sammlungen (Auswahl)
- Große Kreisstadt Balingen, Kunst im öffentlichen Raum
- Gemeinde Lugano Paradiso, Parco San Grato Carona
- Gemeinde Morcote
- Städtisches Museum Wesel
- Kanton Tessin, Vallombrosa
- Wissenschaftliche Hochschule Lahr, „Menschenbilder“ auf dem Campus
- Krankenhaus Ehingen
- Gemeinde Wörrstadt
- Haus für Kunst, Altdorf, Uri
- Große Kreisstadt Biberach an der Riß, Jahresrückblick
- Stadt Singen (Hohentwiel), KunstpfadSkupltour
- Credit Suisse, Lugano
- UBS Unione di Banche Svizzere, Lugano
- Rentenanstalt, Zürich
- Kunstsammlung Julius Bär & Co AG, Zürich
- Schloss Vaumarcus, Neuchatel Parc de sculptures monumentales
- Zürich Versicherungsgesellschaft, Zürich
- Helvetia Versicherungen, Frankfurt a.M
- Große Kreisstadt Ravensburg
- Gemeinde Kißlegg im Allgäu
- Schloss Vaumarcus, Neuchatel
- Fondation gad Stiftung, Bern Köpfe am Korber Kopf
- Gemeinde Hagnau, Hagnau am Bodensee
- Gemeinde Markdorf, StadtGalerie
- Gemeinde Baienfurt
- Gemeinde Ingelheim
- Große Kreisstadt Leutkirch
- Stadt Lahr, Kulturamt Lahr: Von Klaus Prior über Marion Eichmann bis Werner Pokorny
- Kunstmuseum Singen

### Monografien
- Werner Arand: Klaus Prior. Opere 1993–1994. Städtisches Museum Galerie im Centrum Wesel. Masco Consult, Lugano 1995, OCLC 313328447.
- Rudy Chiappini, Stefanie Dathe, Petter Killer: Klaus Prior, Monografia. Edires Edizioni, Lugano 2000.
- Christoph Bauer, Dominique von Burg, Matthias Frehner (Hrsg.): Klaus Prior, Ad Interim. KECK Kunstverein / Benteli, Bern 2011, ISBN 978-3-7165-1698-0.
- Klaus Prior, Immagini in bilico. A cura di Rudy Chiappini. Pinacoteca Comunale Casa Rusca, Locarno 2016, ISBN 978-88-7967-375-4.
- Ardi Goldmann: Das magische Dreieck des Lebens, Frankfurt 2022.

### Weitere Veröffentlichungen
- Armin Göhringer, Klaus Prior, Kai-Michael Sprenger, Anke Bettina Sprenger: Armin Göhringer und Klaus Prior – Eigenes und Gemeinsames. Museum Rudolf Wachter, Kisslegg 2009, ISBN 978-3-9813174-0-4.
- Claus Bury, Ingrid Hartlieb, Martin Noël, Klaus Prior, Willi Siber, Rudolf Wachter: Unter Holz: Holz in der Gegenwartskunst. Schloss Achberg, Ravensburg 2002, ISBN 3-9806767-5-7.
- Rolf Hohmeister: Bad Ragartz – 1.Schweizerische Triennale der Skulptur in Bad Ragaz: 28. Mai bis 28. Oktober 2000. ISBN 978-3-7266-0049-5.
- Michael C. Maurer, Bernhard Rüth: Plus/Minus – Einblicke in die Kunstsammlung der Oberschwäbischen Elektrizitätswerke (OEW). 2015,  ISBN 978-3-89870-980-4.
- Gemeinde Kißlegg (Hrsg.), Anton Schmid, Adelgund Mahler, Dorothea Schrade, Friedemann Weindel: K&K – Kunst und Kißlegg. Werke aus kommunalem Besitz. 2014, ISBN 978-3-89870-869-2.
- Herbert Köhler, Ulrich Jesinger: Was bleibt – die Kunstsammlung des Landkreises Ravensburg. Eine kritische Dokumentation. Ravensburg 2004, ISBN 3-9809999-0-4.
- Christoph Bauer, Helmut G. Schütz, Jörg Wuhrer, u. a.: Aus dem Stamm – Die Sinnlichkeit des Materials. Holzskultur heute. Hrsg.: Kunstverein Wilhelmshöhe Ettlingen, Städtisches Kunstmuseum Singen, Kunstverein Singen, Stadtwerke Ettlingen. Heidelberg, Edition Braus 2009, ISBN 978-3-89466-288-2.
- Prior schafft mit Kettensägen Holzkunst In: Schwäbische Zeitung. 15. September 2010 (schwaebische.de).
- Holzkunst in der Stadt. In: Badische Zeitung. 7. Mai 2015 (badische-zeitung.de).
- Jürgen Haberer: Rohe Empfindungen aus Holz. In: Lahrer Zeitung. 9. Mai 2015 (lahrer-zeitung.de)
- Schweizer Kunst ist in Murten zu Gast. In: Freiburger Nachrichten. 16. Mai 2019 (freiburger-nachrichten.ch).
- Uta Appel Tallone: Klaus Prior, Alles ist Werden und Vergehen. In: Tessiner Zeitung. 5. Mai 2023 ()
- Prior, Klaus. In: Allgemeines Künstlerlexikon. K.G. Saur (De Gruyter, Zugriff nur mit Login möglich)